# Ana Patan
Ana Patan, rumänisch Ana Pătan, (* 10. November 1976 in Turnu Măgurele, Rumänien) ist eine deutsche Fusionmusikerin (Gesang, Gitarre, Songwriting) rumänischer Herkunft.

## Leben und Wirken
Patan begann noch als Kind auf einer geliehenen Gitarre und mit Akkorden, die sie von ihrem älteren Bruder abschaute, Lieder für die Nachbarskinder zu schreiben. Nach dem Abschluss der Schule zog sie nach Bukarest. Dort studierte sie an der Wirtschaftsuniversität, machte aber weiterhin Musik. Nach dem Gewinn eines nationalen Festivalwettbewerbs trat sie auf einigen der größten Bühnen des Landes auf. Dann migrierte sie nach Deutschland. In den nächsten Jahren nahm sie Unterricht an verschiedenen Fachschulen in München, Frankfurt und Berlin; auch absolvierte sie Workshops bei Mike Stern und Regi Wooten. In dieser Zeit war sie in verschiedenen Musikprojekten tätig.
Mit Jazzmachine (Stefan Zaradic, Abi von Reininghaus, Thorsten Skringer, Christoph Viktor Kaiser, Lui Ludwig, Andreas Keller) veröffentlichte Patan 2005 eine Live-DVD und das Album Moongroove (2009). Als Gitarristin und Sängerin gehörte sie zur Frauenband Triple Sweet. Nach einer Verletzung am Handgelenk behinderte ein Karpaltunnelsyndrom zunächst die weitere Karriere. Erst 2023 erschien bei Bardo Music ihr Debütalbum Spice, Gold and Tales Untold, auf dem sie von Jonas Hellborg, Devin Townsend, Jonathan Herrera, Zoltan Czörsz sowie Jamal Evans unterstützt wurde. Als Komponistin war sie zudem an der Filmproduktion Rosenstiehl beteiligt. Als Sängerin, Komponistin und Gitarristin wirkte sie an Devin Townsends Alben The Puzzle und Snuggles mit. Weiterhin ist sie auf Alben von Vince, John Denner und Harrison Fjord zu hören.